# Kanton Lille-1
Der Kanton Lille-1 ist ein französischer Wahlkreis im Département Nord und im Arrondissement Lille. Er entstand 2015 durch ein Dekret vom 17. Februar 2014. 

## Gemeinden
Der Kanton besteht aus fünf Gemeinden und Gemeindeteilen mit insgesamt 76.560 Einwohnern (Stand: 1. Januar 2022) auf einer Gesamtfläche von 28,11 km²:
| Gemeinde              | Einwohner 1. Januar 2022 | Fläche km² | Dichte Einw./km² | Code INSEE | Postleitzahl                      |
| --------------------- | ------------------------ | ---------- | ---------------- | ---------- | --------------------------------- |
| Lille                 | 18.797                   | 1,78       | 10.560           | 59350      | 59000, 59160, 59260, 59777, 59800 |
| La Madeleine          | 22.161                   | 2,84       | 7.803            | 59368      | 59110                             |
| Marquette-lez-Lille   | 11.709                   | 4,86       | 2.409            | 59386      | 59520                             |
| Saint-André-lez-Lille | 12.909                   | 3,16       | 4.085            | 59527      | 59350                             |
| Wambrechies           | 10.984                   | 15,47      | 710              | 59636      | 59118                             |
| Kanton Lille-1        | 76.560                   | 28,11      | 2.724            | 5923       | –                                 |

1. ↑   Nur der nördliche Teil der Gemeinde, der Rest verteilt sich auf die Kantone Lille-2, Lille-3, Lille-4, Lille-5 und Lille-6.